# Автомобільна промисловість у Малайзії

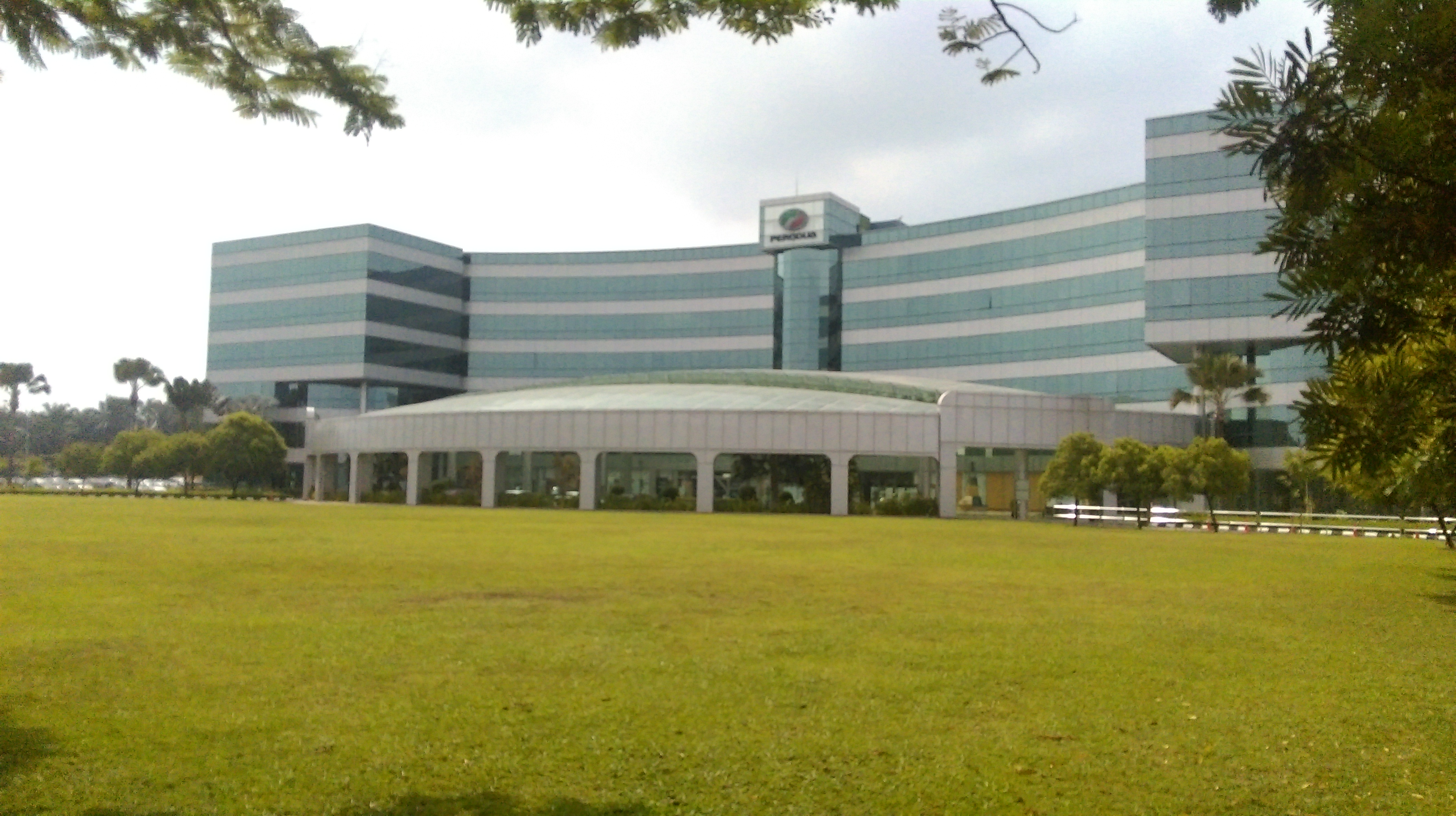
Корпоративний офіс Perodua

Автомобільна промисловість Малайзії — галузь економіки Малайзії.
Автомобільна промисловість в Малайзії є ринком, що зростає, з клієнтами по всьому світу (за винятком Північної і Південної Америки та Континентальної Європи). Малайзія є третім за величиною в Південно-Східній Азії автовиробником, випускаючи приблизно 0,5 мільйона автомобілів щороку. Деякі з малайзійських компаній виробляють деякі моделі у співпраці з японськими, китайськими, південнокорейськими чи європейськими виробниками, а також розробляють повністю оригінальні автомобілі малайзійського виробництва.

## Огляд

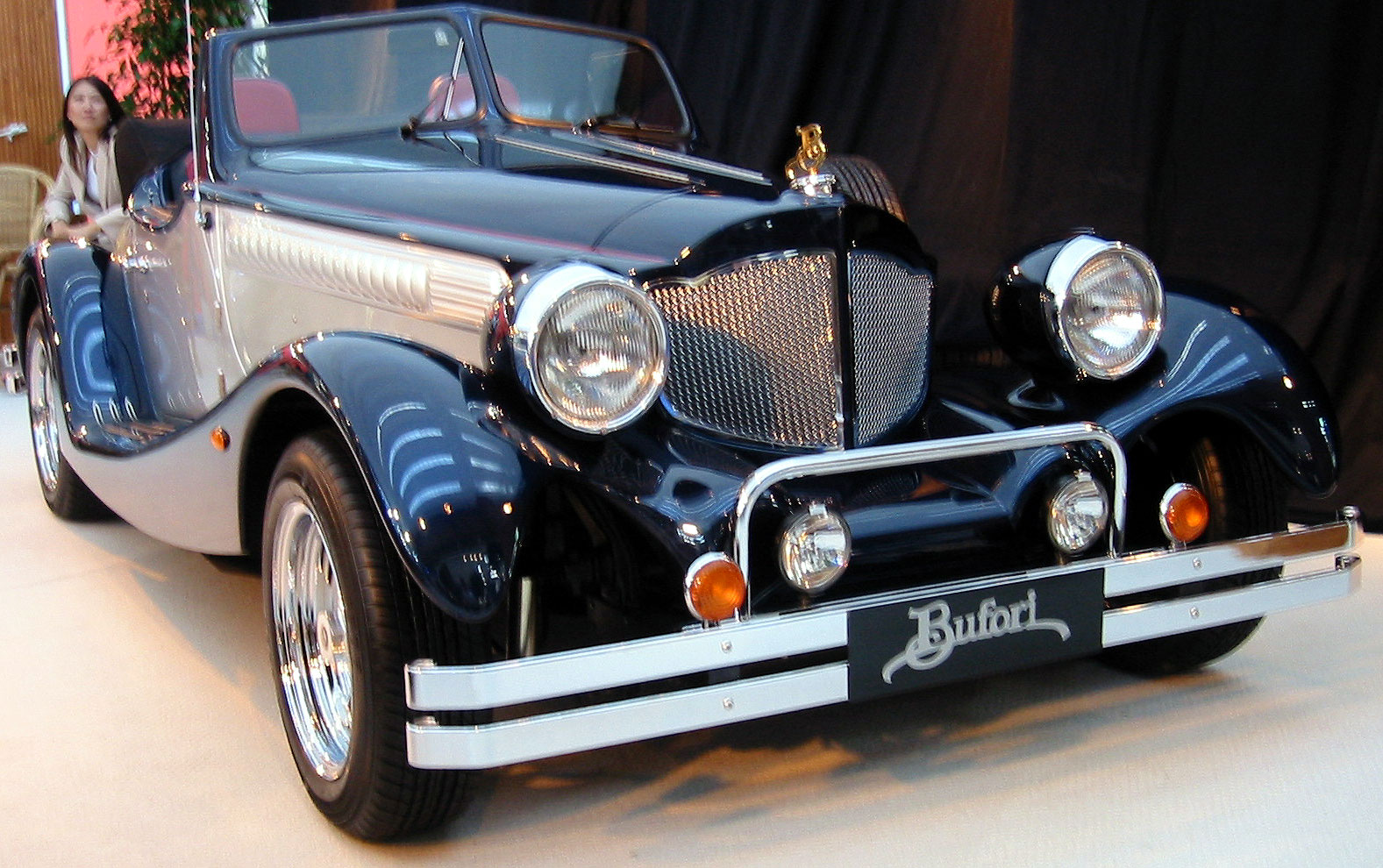
Bufori MK. II Classic Roadster (1992–2003)

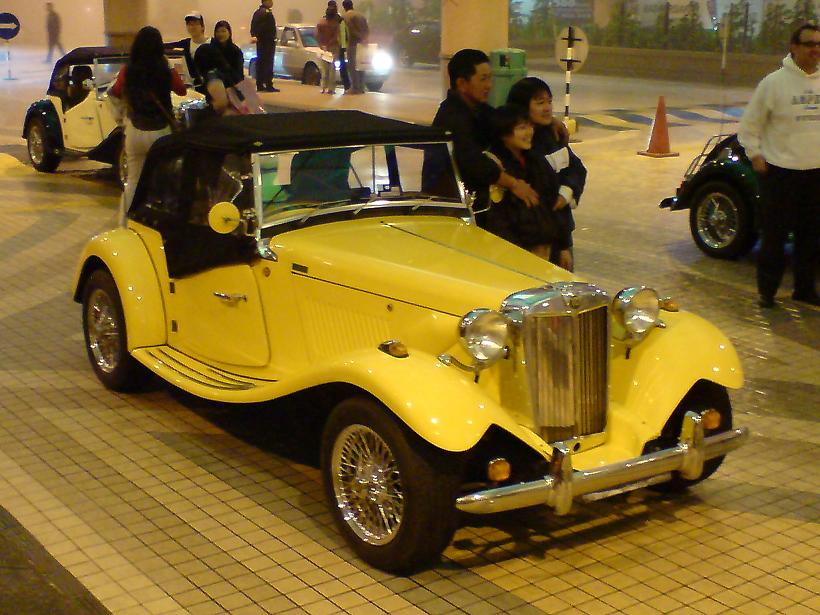
TD2000 (1998–2005)

Швидке зростання економіки і високої купівельної спроможності населення зробили Малайзію найбільшим ринком легкових автомобілів в АСЕАН (ASEAN). У той же час, створення національних автомобільних проектів, таких як Proton та Perodua, перетворило Малайзію з простого складальника автомобілів у виробника автомобілів. Промисловість сприяла розвитку машинобудування і допоміжних галузей, а також розвитку і модернізації технологічних і технічних можливостей. Ці фактори сприяли подальшому підвищенню привабливості Малайзії як основи для світових автомобільних виробників.

## Розмір ринку
Промисловість виробила загалом 614,664 автомобілів, включаючи 563,883 легкових автомобілів і 50,781 комерційних автомобілів в 2015 році, порівняно з 596,418 в 2014 році (545,122 легкових автомобілів і 51,296 комерційних автомобілів), реєструючи маргінальне зростання в 3,05 відсотка в річному обчисленні.
Продажі автомобілів в річному обчисленні не росли, але в діапазоні за 5-річний період CAGR (2010—2015 роки), автомобільна промисловість показувала щорічне зростання в 2 %. 
Топ-5 автовиробників: Perodua, Proton, Honda, Toyota та Nissan займають понад 80 % від загального обсягу продажів у 2015 році.

## Малайзійські автомобільні компанії
Діючі:
- Proton (Perusahaan Otomobil Nasional Berhad)
- Perodua (Perusahaan Otomobil Kedua Berhad)
- Bufori
- TD2000
- Naza (Naza Group of Companies).
- Inokom
- HICOM
- Weststar

Недючі:
- Ford Motor Company of Malaya
- General Motors Malaysia (GMM)

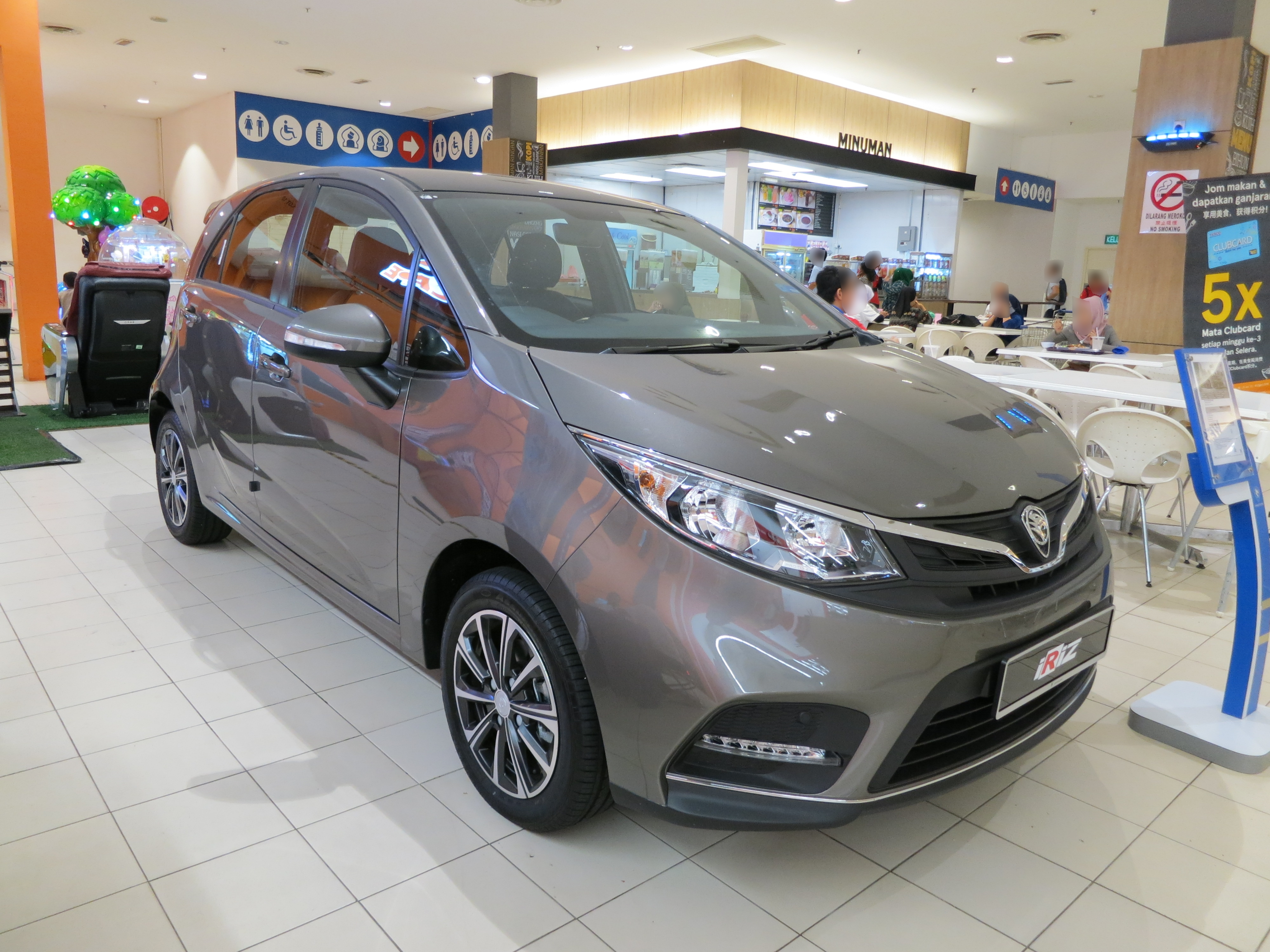
Proton Iriz (2014–донині)
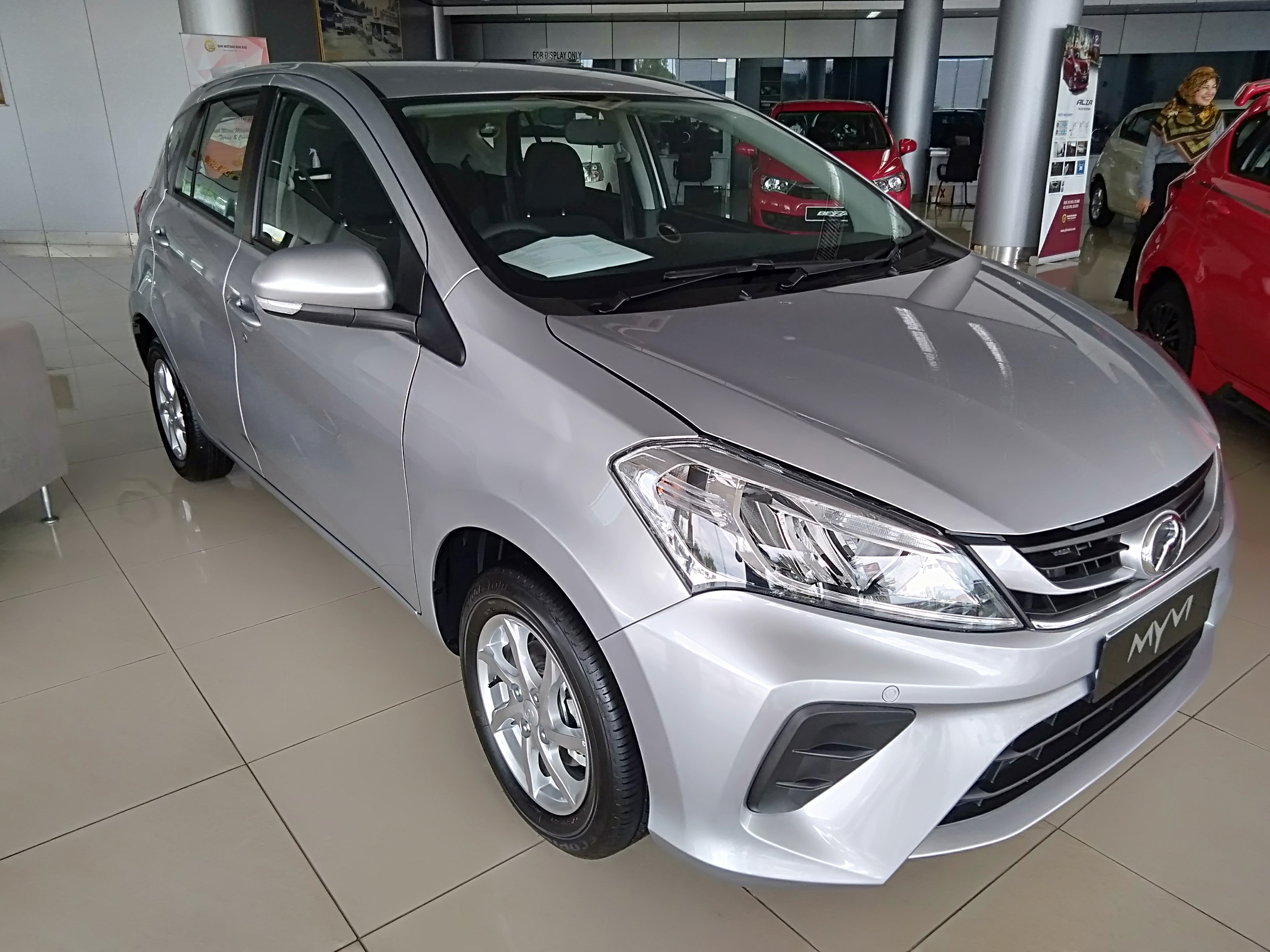
Perodua Myvi (2017–донині)
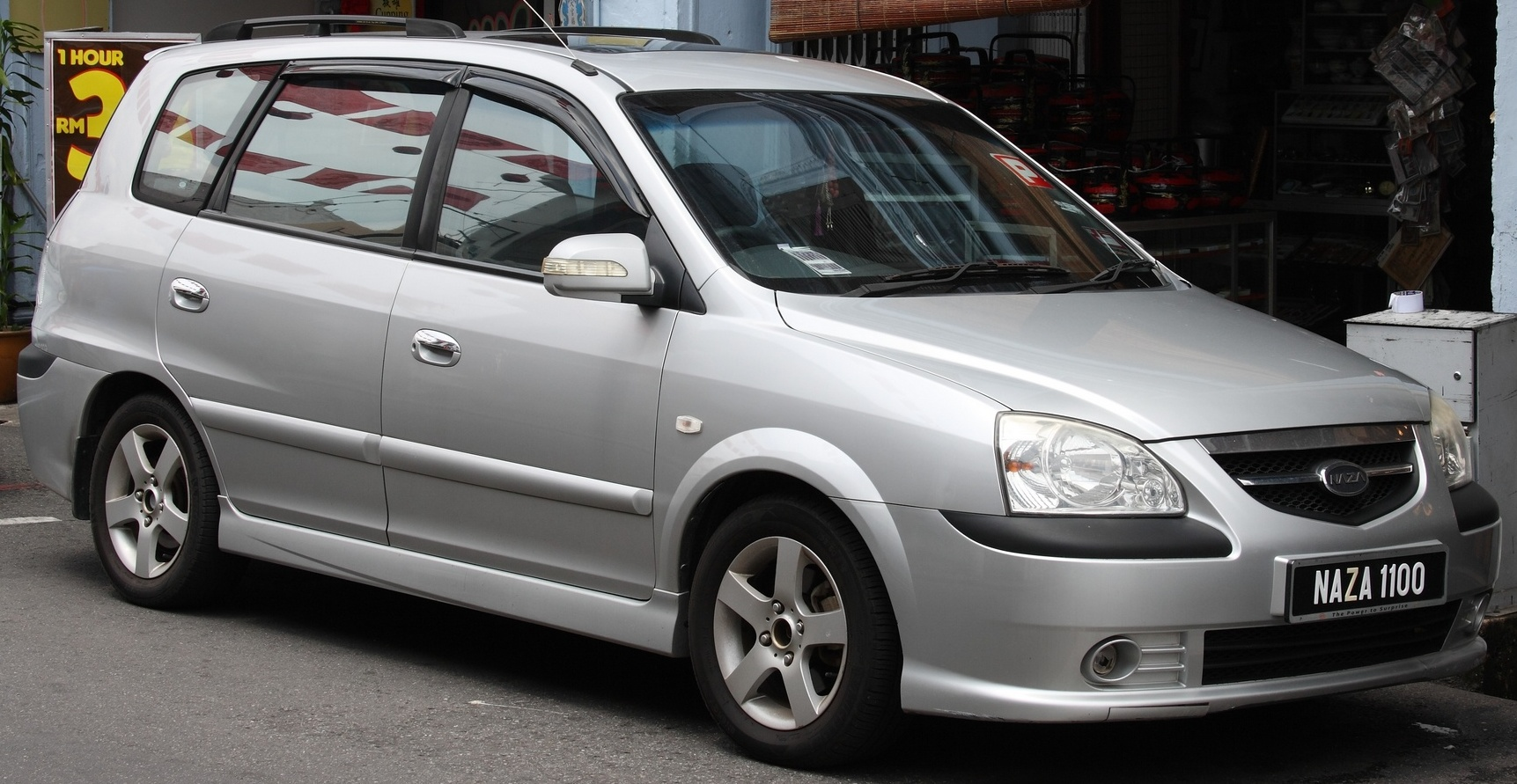
Naza Citra (2004–2012)
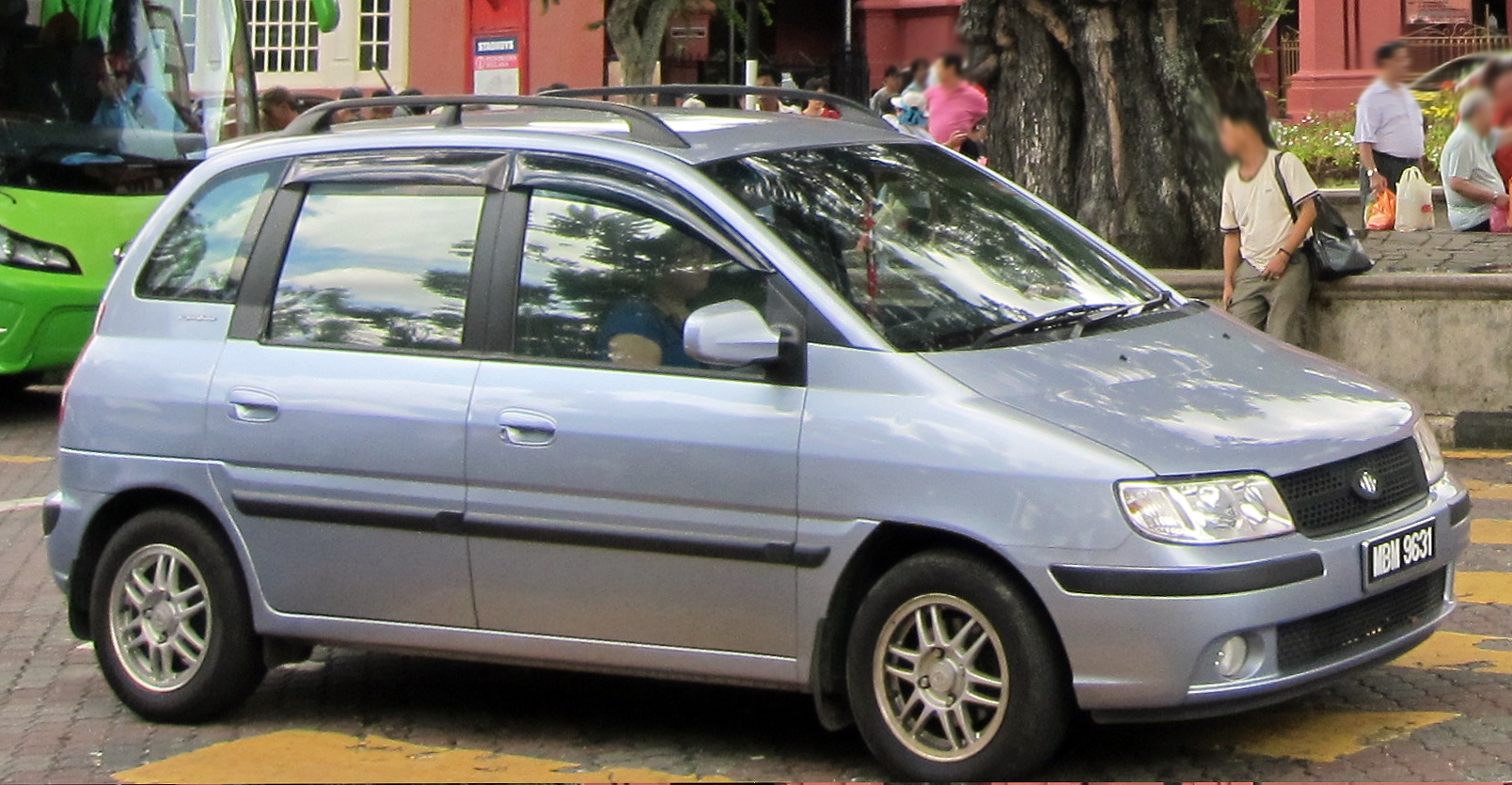
Inokom Matrix (2004–2010)

## Обсяг виробництва за роками

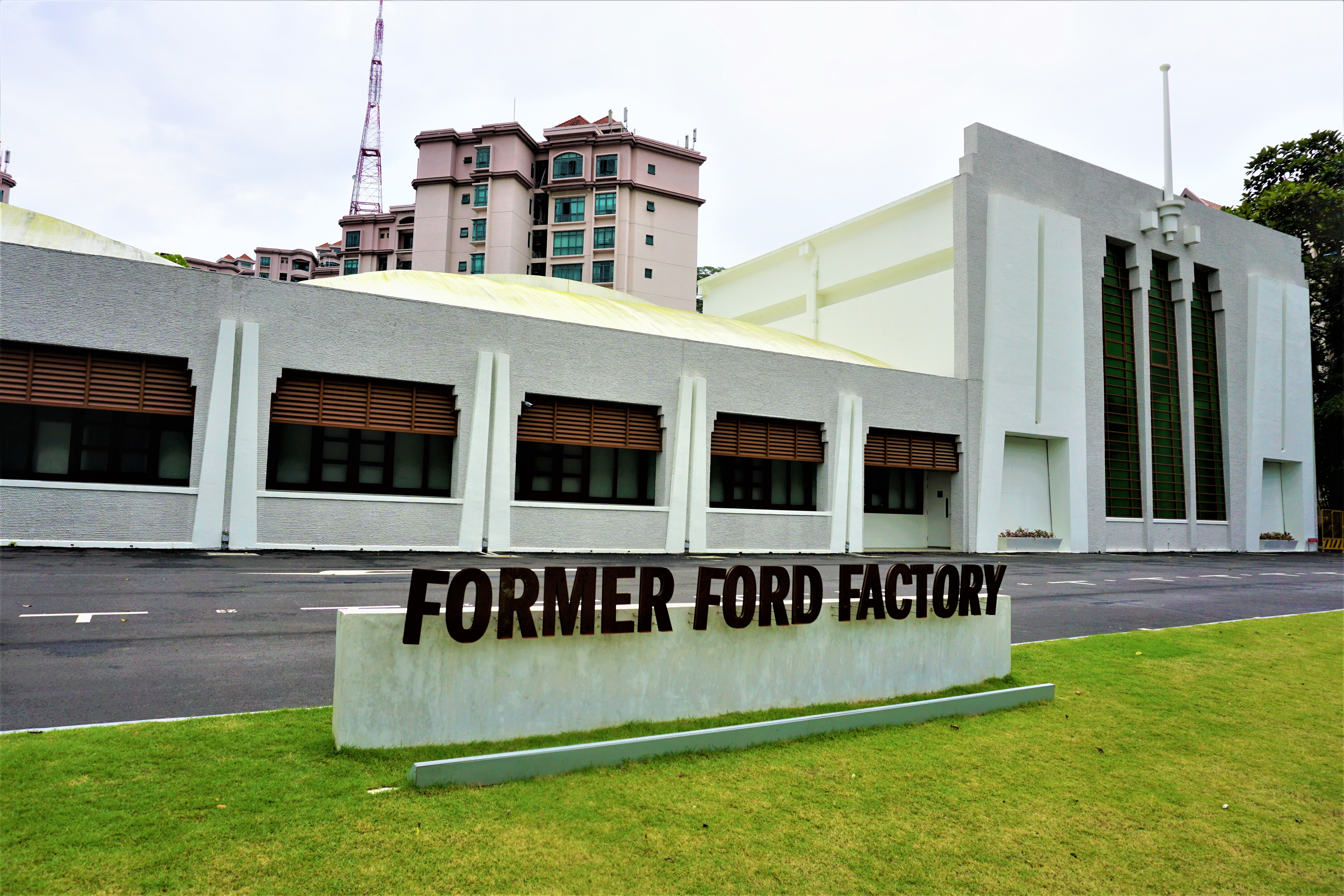
Колишній завод Ford Motor Company of Malaya знаходиться в сучасному Сінгапурі.

| Рік  | Обсяг виробництва |
| ---- | ----------------- |
| 1980 | 104,227           |
| 1990 | 191,580           |
| 1995 | 164,000           |
| 2000 | 282,830           |
| 2005 | 563,408           |
| 2010 | 567,715           |
| 2011 | 533,695           |
| 2012 | 572,150           |
| 2013 | 601,407           |
| 2014 | 596,600           |
| 2015 | 614,671           |
| 2016 | 513,445           |
| 2017 | 460,140           |
| 2018 | 564,800           |
| 2019 | 571,632           |
| 2020 | 485,186           |
| 2021 | 481,651           |
| 2022 | 702,225           |
| 2023 | 774,600           |